# Jacob Hahr
Jacob Hahr, född 30 juni 1727, död 13 juni 1785, var en svensk superkargör vid Ostindiska kompaniet

## Biografi
Jacob Hahr var son till grosshandlaren Hinrich Hahr (1693–1747) och Anna Kristina Küsel (1704–1778) och förblev ogift. Han var bror till Henrik Wilhelm Hahr och apotekaren Gottfrid Hahr.
Jacob Hahr var 2.e assistent 1748–1751 på skeppet Enighetens resa till Kanton och 1.e assistent på Götha Leijon 1752–1754. Den 3 februari 1756 var Hahr 1.e assistent på Friedrich Adolph som avseglade till Kina. Hahr blev som assistent i Ostindiska kompaniet invald i Frimurarlogen i Göteborg 1758. Hahr deltog också i opiumhandeln i likhet med Jean Abraham Grill, men han handlade också opium för sin frimurarloges del. Opium inköptes i Bengalen där odlingen av opiumvallmo var omfattande. Ostindiska kompaniet och dess superkargörer köpte opium i Bengalen för försäljning i Kina. Som ett exempel ska Jacob Hahr, som periodvis vistades länge i Indien, 1767 ha sänt 10 ton opium till Jean Abraham Grill i Kanton. Han var superkargör på skeppet Prins Friederic Adolph 1759 och på Riksens Ständer 1763. Under åren 1769–1775 var han fast bosatt i Kanton som Ostindiska kompaniets representant och samarbetade då mycket med Michael Grubb (1728–1808). Hahr ägde och drev Säby säteri i Södermanland, Kristineberg på Kungsholmen och en del av Bergsunds gjuteri i Stockholm.